# Leonard Neale
Leonard Neale (Port Tobacco, Maryland, 15 de octubre de 1746-Georgetown, D.C., 18 de junio de 1817) fue un sacerdote católico jesuita y nombrado coadjutor del primer obispo estadounidense Mons. John Carroll desde 1795, convirtiéndose a su muerte en su sucesor y segundo arzobispo de Baltimore por un breve periodo de 1815 hasta su muerte ocurrida en 1817.